# Fjærlandsfjorden

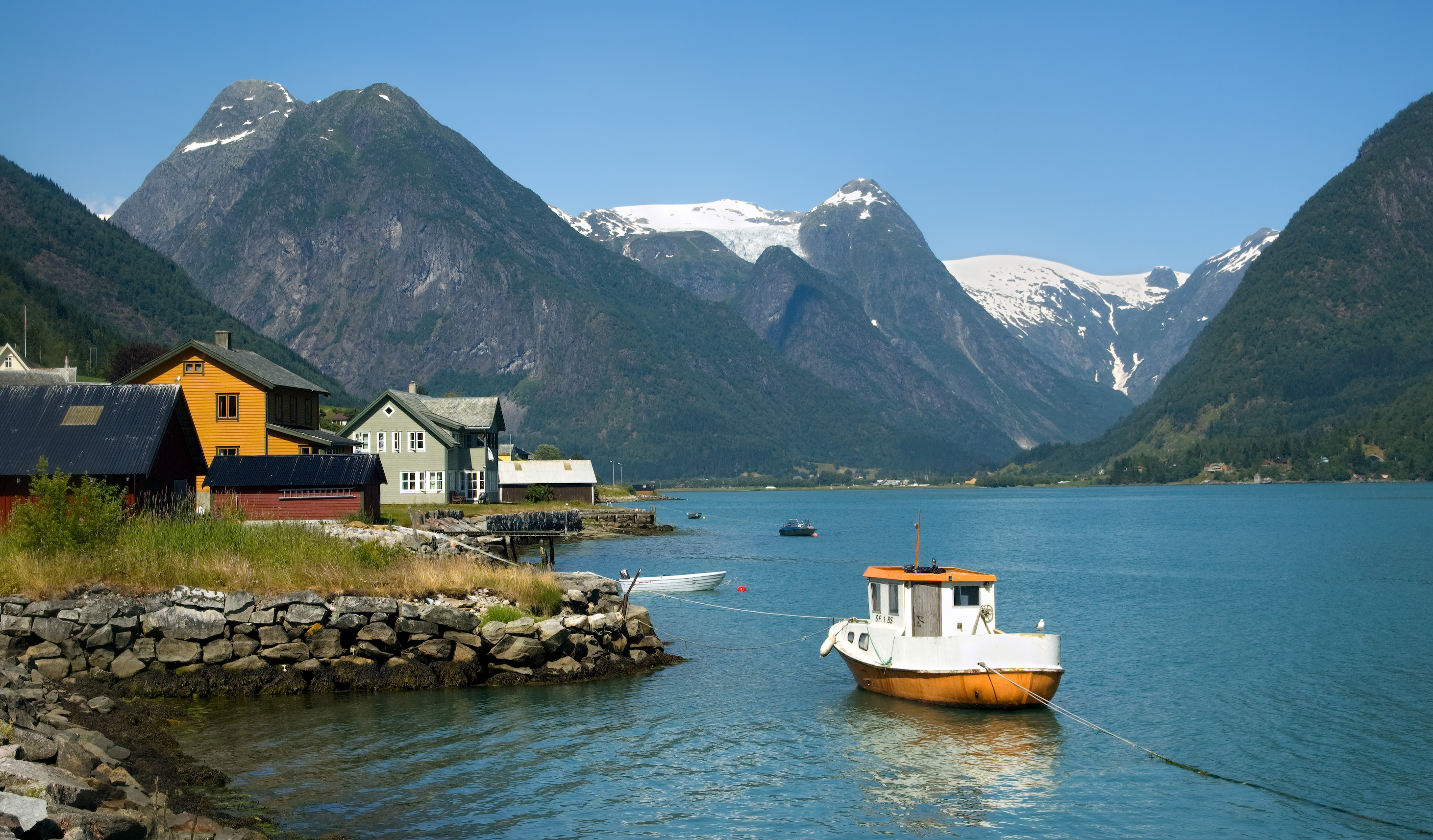
Byn Fjærland bredvid fjorden med samma namn.

Fjærlandsfjorden är en 27 kilometer lång fjordarm av Sognefjorden vars sträckning går på norra sidan av fjorden i den norska kommunen Sogndal och går till Fjaerland i det fjordrika fylket Vestland. Fjordens inlopp ligger mellan Veganäset vid Dragsviki i väster och Hella i öster, mellan vilka det finns en färjeförbindelse. Från de båda städerna går också färjor söderut till Vangsnes. På sommaren går det en färja på Fjærlandsfjorden från Balestrand.
Fyra kilometer in i fjorden går Vetlefjord norrut, medan Fjærlandsfjorden fortsätter åt nordöst, och vid Balestrand går Esefjorden åt norr. Stora delar av fjorden är utan vägförbindelse, men från Raudboti och byn Jordal på den västra sidan går det en väg norrut. Lite längre in längs fjorden ligger gårdarna Distad och Hatlestad på den västra sidan samt Bjåstad och Berge på den östra sidan. Riksväg 5 går mellan dessa två gårdar på den östra sidan, genom öppningen mellan tunnlarna Frudalstunnelen (6,7 kilometer) som går vidare längre åt sydöst och den 2,6 kilometer långa Bergstunnelen som går norrut.
Byn Mundal ligger två kilometer från slutet av fjorden. Vid fjordens slut ligger det norska glaciärmuseet och glaciären Jostedalsbreen ligger sju kilometer längre norrut.

## Bilder

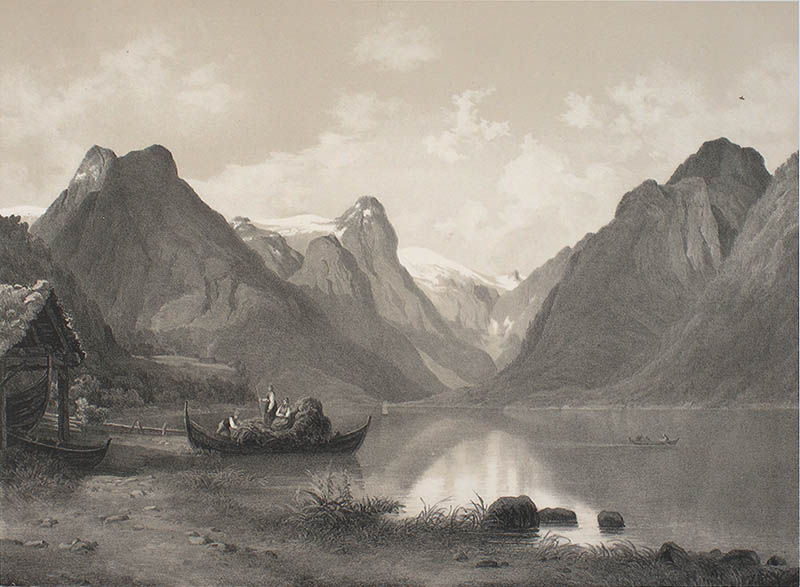
Teckning från 1848.
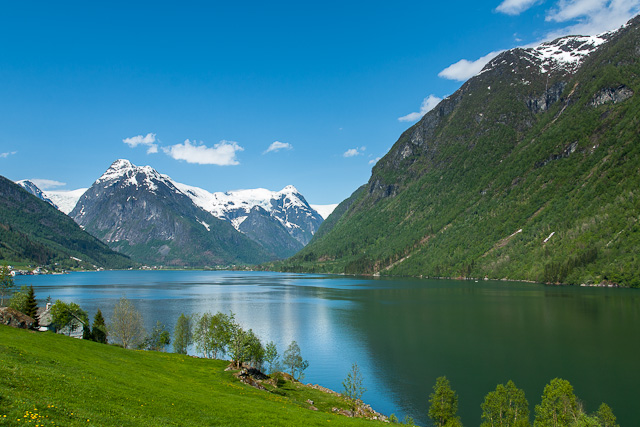
Bild norrut mot Fjærland.
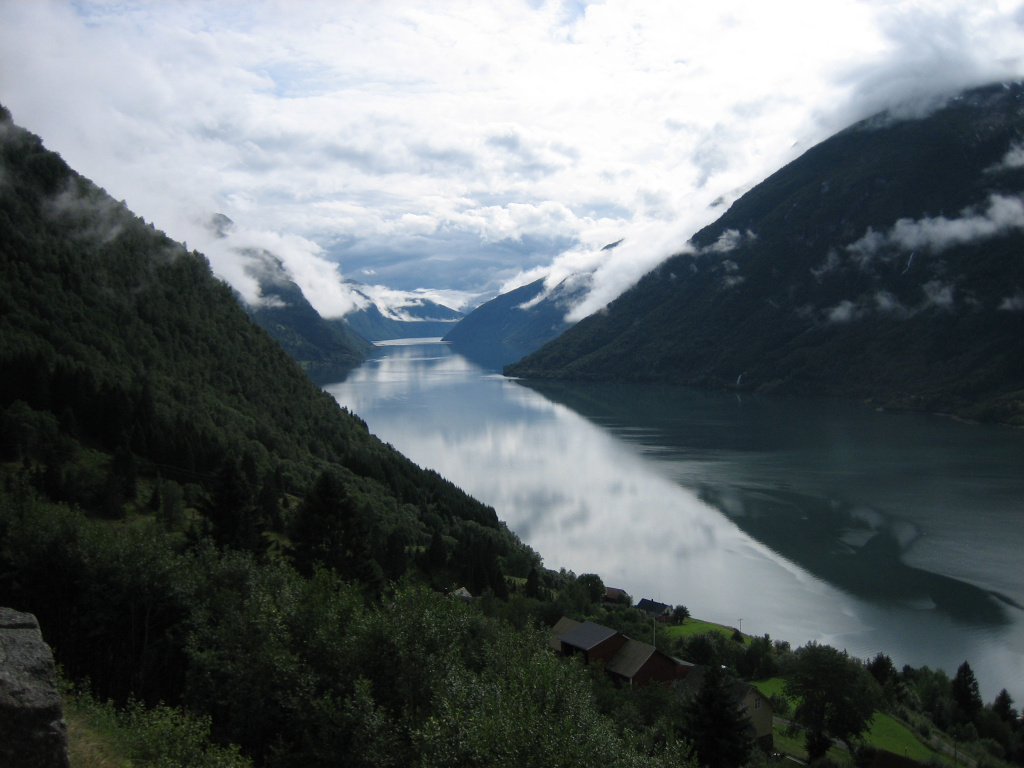
Vy över fjorden.
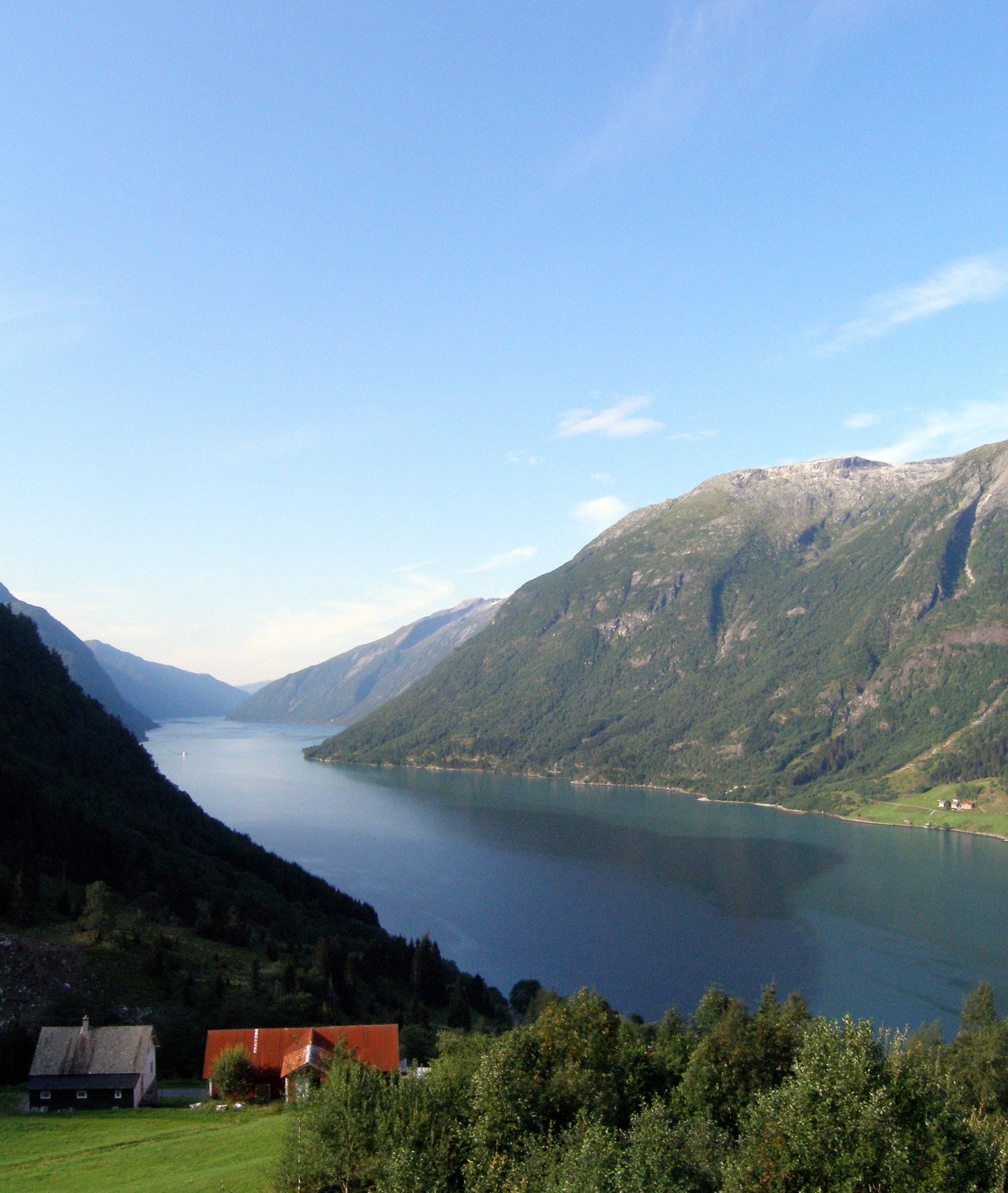
Bild åt söder, taget vid Fjærland.
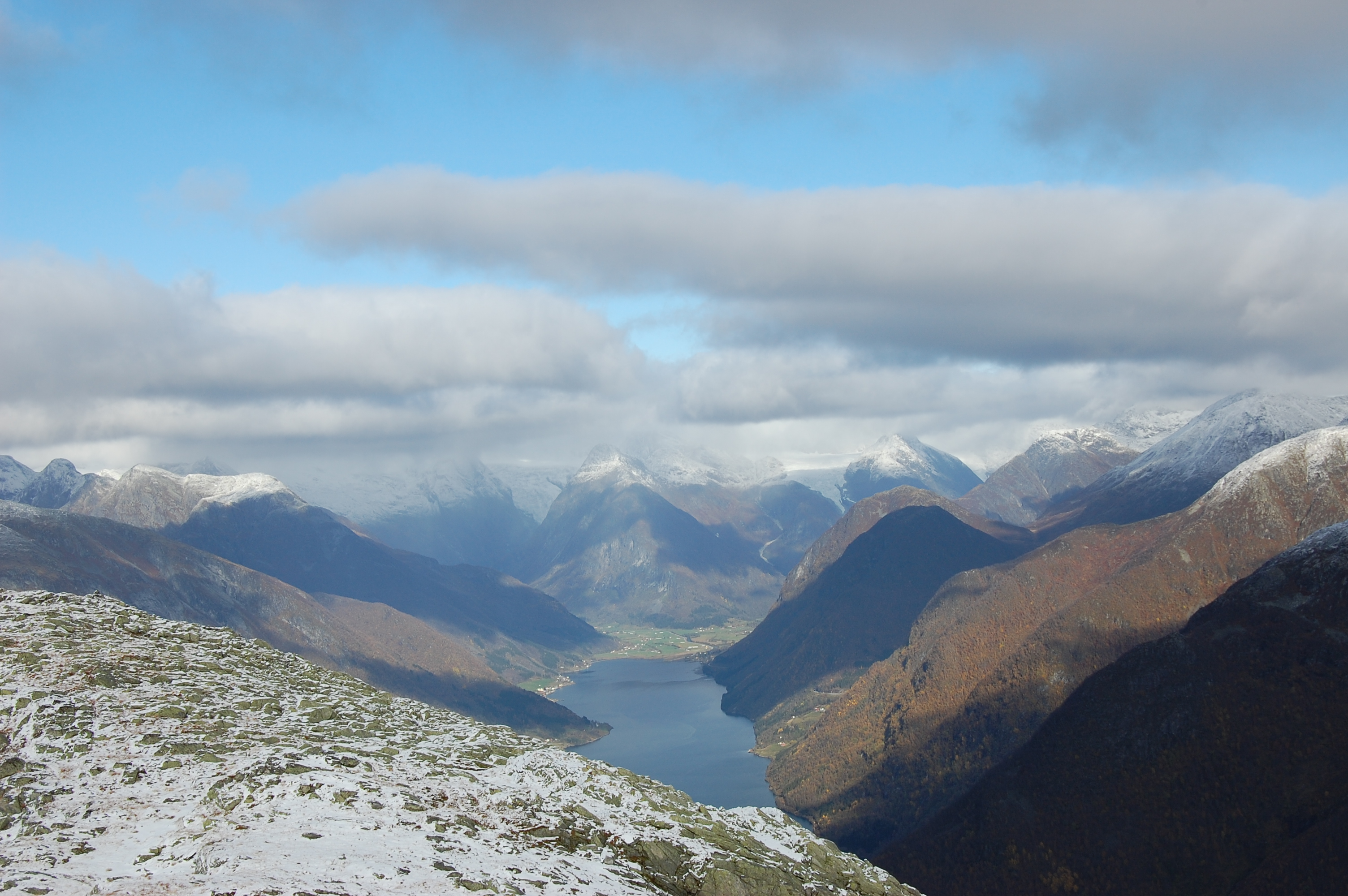
Bild åt norr, taget på en bergstopp.